# Ruellia malacosperma
Ruellia malacosperma är en akantusväxtart som beskrevs av Jesse More Greenman. Ruellia malacosperma ingår i släktet Ruellia och familjen akantusväxter. Inga underarter finns listade i Catalogue of Life.